# NKKナイツ
NKKナイツ（エヌケーケーナイツ、英語表記：NKK knights）は、かつて神奈川県川崎市を本拠地に活動していた日本鋼管/NKK（現JFEエンジニアリング）の男子バレーボールチームである。リーグ戦5回、全日本選抜8回、国体4回、全日本総合（6人制）7回、NHK杯2回、全日本総合（9人制）2回、全日本実業団（9人制）2回を制覇した古豪であった。獲得した全国タイトル計30回は、歴代3位である。

## 歴史
日本鋼管ではいくつかのシンボルスポーツチームを持ち、総合部と称した。男子バレーボール部（9人制）もその一つであり、1949年に大学バレー界の有力選手の入社とともに実質的なスタートを切った。さらに1951年から1952年にかけ松平康隆ら有力選手が入社し、国内有数のチームとなり、1954年の第3回都市対抗で全国大会初優勝を飾っている。
1964年に開催の東京オリンピックで6人制バレーボールが正式種目となることが決定したことから、1962年頃より積極的に6人制への移行を進めた。1960～70年代にかけては、多くの全日本選手を輩出した。
1994年に廃部。
2008年3月22日、旧日本鋼管の体育館（1948年完成）は、撮影スタジオ「THINK SPOT KAWASAKI」として生まれ変わった。以降、数多くの映画やドラマの撮影に活用されている。
別に組織されていた福山製鉄所男子バレーボール部は9人制で活動を続け、JFE西日本バレーボール部として全日本9人制バレーボールトップリーグに参加している。

## 成績

### 主な成績
日本リーグ
- 優勝 5回（1968年度、1969年度、1970年度、1972年度、1977年度）

黒鷲旗全日本選抜
- 優勝 8回（1954年、1955年、1959年、1962年、1965年、1970年、1971年、1982年）

全日本総合選手権大会（9人制）
- 優勝 2回（1955年、1960年）

全日本実業団選手権（9人制）
- 優勝 2回

NHK杯
- 優勝 2回

全日本総合（6人制）
- 優勝 7回（1960年、1970年、1971年、1972年、1974年、1976年、1977年）

国民体育大会 一般男子（6人制）
- 優勝 4回（1962年、1963年、1965年、1972年）

### 年度別成績
| 大会名       | 大会名           | 順位   | 参加チーム数 | 試合数 | 勝 | 敗 | 勝率  |
| ------------ | ---------------- | ------ | ------------ | ------ | -- | -- | ----- |
| 日本リーグ   | 第1回 (1967)     | 3位    | 6チーム      | 10     | 5  | 5  | 0.500 |
| 日本リーグ   | 第2回 (1968/69)  | 優勝   | 6チーム      | 10     | 10 | 0  | 1.000 |
| 日本リーグ   | 第3回 (1969/70)  | 優勝   | 6チーム      | 10     | 10 | 0  | 1.000 |
| 日本リーグ   | 第4回 (1970/71)  | 優勝   | 6チーム      | 10     | 9  | 1  | 0.900 |
| 日本リーグ   | 第5回 (1971/72)  | 準優勝 | 6チーム      | 10     | 9  | 1  | 0.900 |
| 日本リーグ   | 第6回 (1972/73)  | 優勝   | 6チーム      | 10     | 10 | 0  | 1.000 |
| 日本リーグ   | 第7回 (1973/74)  | 3位    | 6チーム      | 10     | 5  | 5  | 0.500 |
| 日本リーグ   | 第8回 (1974/75)  | 3位    | 6チーム      | 10     | 6  | 4  | 0.600 |
| 日本リーグ   | 第9回 (1975/76)  | 準優勝 | 6チーム      | 10     | 8  | 2  | 0.800 |
| 日本リーグ   | 第10回 (1976/77) | 準優勝 | 6チーム      | 10     | 8  | 2  | 0.800 |
| 日本リーグ   | 第11回 (1977/78) | 優勝   | 6チーム      | 10     | 10 | 0  | 1.000 |
| 日本リーグ   | 第12回 (1978/79) | 4位    | 6チーム      | 10     | 4  | 6  | 0.400 |
| 日本リーグ   | 第13回 (1979/80) | 5位    | 6チーム      | 10     | 3  | 7  | 0.300 |
| 日本リーグ   | 第14回 (1980/81) | 6位    | 8チーム      | 14     | 5  | 9  | 0.357 |
| 日本リーグ   | 第15回 (1981/82) | 4位    | 8チーム      | 21     | 12 | 9  | 0.571 |
| 日本リーグ   | 第16回 (1982/83) | 準優勝 | 8チーム      | 21     | 17 | 4  | 0.810 |
| 日本リーグ   | 第17回 (1983/84) | 5位    | 8チーム      | 21     | 11 | 10 | 0.524 |
| 日本リーグ   | 第18回 (1984/85) | 6位    | 8チーム      | 21     | 6  | 15 | 0.286 |
| 日本リーグ   | 第19回 (1985/86) | 準優勝 | 8チーム      | 21     | 13 | 8  | 0.619 |
| 日本リーグ   | 第20回 (1986/87) | 3位    | 8チーム      | 21     | 14 | 7  | 0.667 |
| 日本リーグ   | 第21回 (1987/88) | 準優勝 | 8チーム      | 14     | 12 | 2  | 0.857 |
| 日本リーグ   | 第22回 (1988/89) | 3位    | 8チーム      | 17     | 9  | 8  | 0.529 |
| 日本リーグ   | 第23回 (1989/90) | 8位    | 8チーム      | 14     | 2  | 12 | 0.143 |
| 実業団リーグ | 第22回 (1990/91) | 準優勝 | 8チーム      | 14     | 12 | 2  | 0.857 |
| 実業団リーグ | 第23回 (1991/92) | 優勝   | 8チーム      | 14     | 14 | 0  | 1.000 |
| 日本リーグ   | 第26回 (1992/93) | 8位    | 8チーム      | 14     | 3  | 11 | 0.214 |
| 実業団リーグ | 第25回 (1993/94) | 準優勝 | 8チーム      | 14     | 11 | 3  | 0.786 |

## 選手・スタッフ
活動を休止した1993年度の選手・スタッフは下記の通り。

### 選手
| 背番号 | 名前       | 年齢 | 国籍 | Position        | 備考       |
| ------ | ---------- | ---- | ---- | --------------- | ---------- |
| 1      | 陸川隆     | 26   | 日本 | センター        |            |
| 2      | 本多英治   | 27   | 日本 | センター        |            |
| 3      | 井上謙     | 30   | 日本 | センター/ライト |            |
| 4      | 永盛康志   | 25   | 日本 | センター        |            |
| 6      | 小泉伸一   | 29   | 日本 | レフト          | 主将       |
| 7      | 澤田秀一   | 31   | 日本 | レフト          |            |
| 8      | 川端正利志 | 25   | 日本 | オールラウンド  |            |
| 9      | 世佐木佳紀 | 24   | 日本 | レフト          |            |
| 10     | 桑原稔     | 30   | 日本 | オールラウンド  |            |
| 11     | 加藤尚樹   | 25   | 日本 | セッター        |            |
| 12     | 卜部雅則   | 26   | 日本 | レフト          |            |
| 13     | 戸塚一幸   | 27   | 日本 | オールラウンド  |            |
| 14     | 竹内実     | 22   | 日本 | レフト          |            |
| 15     | 田村直樹   | 22   | 日本 | センター        |            |
| 16     | 三田博     | 22   | 日本 | レフト          |            |
| 21     | 河野裕続   | 33   | 日本 | -               | コーチ兼任 |

### スタッフ
| 役職         | 名前       | 国籍 | 備考     |
| ------------ | ---------- | ---- | -------- |
| 部長         | 藤野雄太郎 | 日本 |          |
| 総監督       | 嶋岡健治   | 日本 |          |
| 監督         | 野村健二   | 日本 |          |
| コーチ       | 河野裕続   | 日本 | 選手兼任 |
| マネージャー | 黒葛原淳一 | 日本 |          |

## 在籍していた主な選手
都道府県名は出身地
下線は五輪（1964 東京・銅／1968 メキシコ・銀／1972 ミュンヘン・金／1976 モントリオール・4位／1984 ロサンゼルス・7位／1988 ソウル・10位）
- 岩田三郎 （1925年 - 2012年9月） 神奈川・早大卒　-　「戦後のバレーボール普及の第一人者」
- 古我和俊 （1927年 -） 京都・早大卒
- 松平康隆 （1930年 - 2011年12月） 東京・慶大卒
- 鈴木昭吾 （1930年 - 1997年06月） 静岡・早大卒
- 丸谷統男 （1932年 - 2008年10月[5]） 秋田・早大卒　-　第3回アジア大会（1958・東京）、世界選手権（1960・ブラジル）
- 出町豊00 （1935年 -） 明大卒　-　第4回アジア大会（1962・インドネシア）、プレ五輪（1963）、東京（1964銅）
- 石曽根亮次 （1935年 -）
- 谷中正直 （1936年 -）
- 市川忠義 （1937年 -） 東京・明大卒　-　第4回アジア大会（1962・インドネシア）、プレ五輪（1963）
- 深川正司 （1937年 - 2008年10月） 兵庫・慶大卒　-　世界選手権（1960・ブラジル）、ヨーロッパ遠征（1961）、第4回アジア大会（1962・インドネシア）、プレ五輪（1963）
- 佐藤安孝 （1940年 - 2007年10月） 岐阜・日大卒　-　アジア大会（1962・インドネシア）、プレ五輪（1963）、東京（1964銅）
- 樋口時彦 （1940年 -） 東京・法大卒　-　東京（1964銅）
- 木村晃00 （1941年 -）
- 白神守00 （1942年 -） 千葉・中大　-　メキシコ（1968銀）
- 小泉勲00 （1944年 -） 東京・中大卒　-　メキシコ（1968銀）
- 三森泰明 （1945年 -） 山梨・中大卒　-　メキシコ（1968銀）
- 森田淳悟 （1947年 -） 北海道・日体大卒　-　メキシコ（1968銀）、ミュンヘン（1972金）
- 大古誠司 （1948年 -） 神奈川・東芝学園卒　-　メキシコ（1968銀）、ミュンヘン（1972金）、モントリオール（1976）
- 嶋岡健治 （1949年 -） 東京・中大卒　-　メキシコ（1968銀）、ミュンヘン（1972金）、モントリオール（1976）
- 小早川啓 （1950年 -） 広島・日体大卒
- 丸山孝00 （1953年 -） 東京・中大卒　-　モントリオール（1976）
- 花輪晴彦 （1954年 -） 山梨・中大卒
- 野村健二 （1958年 -） 広島・中大卒
- 笠間裕治 （1959年 -） 福岡・中大卒　-　ソウル（1988）
- 古川靖志 （1961年 -） 東京・順大卒　-　ロサンゼルス（1984）
- 黒葛原淳一 （1961年 -） 宮崎・日体大卒
- 澤田秀一 （1962年 -） 鹿児島・順大卒
- 荒井淳一 （1965年 -） 宮城・東北高校卒
- 井上謙00 （1963年 -） 広島・順大卒　-　ソウル（1988）
- 陸川隆00 （1967年 -） 新潟・日体大卒 - 元日本鋼管バスケットボール選手陸川章の弟
- 竹内実00 （1971年 -） 神奈川・中大卒